# トヨタ・1ZZ-FE
トヨタ・1ZZ-FEは、トヨタ自動車がかつて製造していた小型車、および中型車用水冷直列4気筒・オールアルミ製1,800cc16バルブ自然吸気エンジン。

## 概要
同社の4S-FEおよび7A-FEの後継にあたるエンジンで1998年7月1日発表のビスタ【V50系】に初めて搭載された。主な搭載車種はカローラセダン【E120系】、カローラフィールダー【E120G系】、プレミオ【T240系】、アリオン【T240系】、カルディナ【T240W系】、MR-S、ヴォルツ、ポンティアック・ヴァイブ、ロータス・エリーゼなど。
NZ系エンジンを元にシリンダーおよびシリンダーブロック等を一回り拡大しボア・ストローク比をストローク側に大きくとることで特に実用域でのトルクを得ているのが特徴。一方で軽量な為、MR-Sやセリカといった小型・中型スポーツ系の車種にも搭載される。用途・車種によって若干スペックが異なるが、もっとも出力が高いのはセリカ(SS-I)に搭載されている145PSバージョン。
かつてのトヨタエンジンの命名法則では「F」の付く型番はハイメカツインカム搭載であったが、この世代のエンジンでは既にハイメカツインカムは採用されておらず、1ZZ-FEも一般的な高効率型DOHCエンジンである。この世代では、2ZZ-GEなどのスポーツツインカムとの差異はバルブ狭角が狭い点にある。なお欧州向けにはこの1ZZ-FEのスケールダウン版として1,600ccの3ZZ-FEや1,400ccの4ZZ-FEが存在する。
実質的に1ZZ-FEの後継エンジンとなる2ZR-FE(1,800cc・2007年2月の時点での搭載車種はカローラアクシオ【E140系】、カローラフィールダー【E140G系】、オーリス【E150系】の3車種)が登場し、既に採用が開始されたため、今後フルモデルチェンジする車種などでは後継エンジンが順次採用されていった。
2009年9月のアイシスの一部改良に伴い、自社における搭載車種はなくなった。なお、ロータス向けに関しては2010年頃まで供給が続いていた。

## スペック

### 1998年7月1日発表のビスタ、ビスタアルデオ搭載時
- 排気量 1,794cc
- ボアストローク 79.0×91.5
- 圧縮比 10.0
- 最高出力 130PS/6,000rpm
- 最大トルク 17.4kg-m/4,000rpm

### 2000年4月24日発表のビスタ、ビスタアルデオ搭載時
- 排気量 1,794cc
- ボアストローク 79.0×91.5
- 圧縮比 10.0
- 最高出力 136PS/6,000rpm
- 最大トルク 17.4kg-m/4,200rpm
- 平成12年排出ガス基準25%低減レベル達成

### 2000年8月28日発表のカローラセダン、カローラフィールダー搭載時
- 排気量 1,794cc
- ボアストローク 79.0×91.5
- 圧縮比 10.0
- 最高出力 136PS/6,000rpm （四輪駆動用：125PS/6,000rpm）
- 最大トルク 17.4kg-m/4,200rpm （四輪駆動用：16.4kg-m/4,200rpm）
- 平成12年排出ガス基準25%低減レベル達成

### 2001年12月25日発表のプレミオ、アリオン搭載時
- 排気量 1,794cc
- ボアストローク 79.0×91.5
- 圧縮比 10.0
- 最高出力 132PS/6,000rpm （四輪駆動用：125PS/6,000rpm）
- 最大トルク 17.3kg-m/4,200rpm （四輪駆動用：16.4kg-m/4,200rpm）
- 平成12年排出ガス基準75%低減レベル達成
- 平成17年排出ガス基準75%低減レベル達成